# فرانك نيتتير
فرانك نيتتير (بالإنجليزية: Frank H. Netter)‏ (بالألمانية: Frank Netter)‏ (25 أبريل 1906-17 سبتمبر 1991) هو فنان، وطبيب، ورسام طبي، وكان عضوًا في أكاديمية نيويورك للطب.

## النشأة والتدريب ومهنة الطب
ولد فرانك في منهاتن في شارع 53 منهاتن. في المدرسة الثانوية، حصل على منحة للدراسة في الأكاديمية الوطنية للتصميم والرسم، وكان يذهب إلى الأكاديمية ليًلا مع الحفاظ على دوامه في المدرسة الثانوية. وبعدها أكمل دراسته في كلية الفنون بجامعة نيويورك. رفضت عائلته وظيفته كفنان ووافقت على دراسته للطب. بعد الحصول على درجة علمية عالية من كلية مدينة نيويورك، وأكمل دراسة الطب في جامعة نيويورك والتدريب الجراحية في مستشفى بلفيو.
ولد فرانك هنري نتر في 25 نيسان عام 1906 في مدينة مانهاتن في نيويورك وكان حلمه في مرحلة الدراسة الثانوية أن يصبح رساما .. درس الرسم في The National Academy Of Design ليعمل بعدها كرسام إعلانات في كل من Saturday Evening Post و The New York Times .
لكن عائلة فرانك رفضت أن يتابع عمله كرسام.. فالتحق بكلية الطب في جامعة نيويورك ..ونال منها شهادته عام 1931 .
خلال سنوات دراسته لفتت تلك الرسوم التوضيحية الصغيرة التي كان يرسمها الد.فرانك على هوامش دفاتره انتباه أساتذته.. الذين نصحوه بأن يستثمر هذه الموهبة ..
وبعد أن أنهى تدريبه الجراحي في مشفى Bellevue قرر أن يتفرغ تماما للفن .
تعاقد مع شركة CIBA للأدوية والتي نعرف الآن بشركة Novartis .. واستمرت هذه الشراكة 45 عاما رسم من خلالها الآلاف من الرسومات التوضيحية الرائعة ..
عام 1989 نشر الد.فرانك أول كتاب له بعنوان The Netter Atlas Of Human Anatomy يضم رسومات توضيحية تشريحية ..ولقد ترجم الآن إل 16 لغة ويعد المرجع الأول لطلاب الطب في مختلف أنحاء العالم ..
أما (الإهداء) في هذا الكتاب فقد كان << To my dear Wife , Vera >> :)
رسومات الد.فرانك لم تتوقف عند علم التشريح فقط ..بل كان له أيضا مجموعة كبيرة من الرسوم التوضيحية لعلوم النسج والجنين والفيزيولوجيا..وحتى بعض التقنيات الجراحية .. جمعت جميعها في 13 كتاب تحت عنوان The 13-book Netter Collection of Medical Illustrations تضمنت أكثر من 20.000 رسمة أصلية للد.فرانك ..
رسمة أصلية؟؟ نعم فقد أضيف عدد من الرسومات لفنانين وأطباء تدربوا على الرسم بطريقة Netter ..
توفي الد.فرانك في 17 أيلول 1991 ..

## إرث نيتتير
قام فرانك برسم أطلس كامل لجسم الإنسان (العظام، الشرايين والأوردة، العضلات، الأعصاب والأعضاء الداخلية وغيرها).

## روابط خارجية
- فرانك نيتتير على موقع ميوزك برينز (الإنجليزية)